# Ptychoptera uelensis
Ptychoptera uelensis är en tvåvingeart som beskrevs av Alexander 1928. Ptychoptera uelensis ingår i släktet Ptychoptera och familjen glansmyggor. Inga underarter finns listade i Catalogue of Life.